# Aerauto
Aerauto était une filiale du constructeur automobile italien Carrozerria Colli de Milan, formée en 1950 pour réaliser un avion facilement convertible en automobile. le projet
Aerauto PL.5C sera finalement abandonné en 1953, jugé irréalisable.
1. 1 2  Bill Gunston, World Encyclopaedia of Aircraft Manufacturers (œuvre écrite), USNI, Mars 1994.